# Сахновка (Черниговская область)
Сахновка (укр. Сахнівка; с 1924 по 2016 г. Ленино́вка) — село в Менском районе Черниговской области Украины. Население 836 человек. Занимает площадь 3,16 км².
Код КОАТУУ: 7423085501. Почтовый индекс: 15620. Телефонный код: +380 4644.

## Власть
Орган местного самоуправления — Сахновский сельский совет. Почтовый адрес: 15620, Черниговская обл., Менский р-н, с. Сахновка (Черниговская область), ул. Шевченко, 5.